# KLF7
El factor 7 Kruppel-like (KLF7) es un factor de transcripción codificado en humanos por el gen klf7. Esta proteína es uno de los miembros de la subfamilia de factores de transcripción Kruppel-like.